# Hypsopanchax catenatus
Hypsopanchax catenatus es una especie de pez de la familia de los pecílidos en el orden de los ciprinodontiformes.

## Morfología
Los machos pueden alcanzar los 6 cm de longitud total.

## Distribución geográfica
Se encuentran en África: Gabón.